# Brendan Leahy
Brendan Leahy (ur. 28 marca 1960 w Dublinie) – irlandzki duchowny katolicki, biskup Limerick od 2013.

## Życiorys
Święcenia kapłańskie otrzymał 5 czerwca 1986 i został inkardynowany do archidiecezji Dublina. Pracował głównie w instytutach i seminariach duchownych w Dublinie i Maynooth.
10 stycznia 2013 papież Benedykt XVI mianował go ordynariuszem diecezji Limerick. Sakry udzielił mu 14 kwietnia 2013 arcybiskup metropolita Cashel - Dermot Clifford.